# 马纳瓦达尔
马纳瓦达尔（Manavadar），是印度古吉拉特邦Junagadh县的一个城镇。总人口27,559人（2001年）。

## 人口
该地2001年总人口27,559人，其中男性14,347人，女性13,212人；0—6岁人口3,245人，其中男1,743人，女1,502人；识字率69.64%，其中男性为75.65%，女性为63.12%。